# Алф
Алф (амх. አሌፍ) — тринадцята літера ефіопської абетки, позначає гортанне зімкнення /ʔ/.
- አ  — е
- ኡ  — у
- ኢ  — і
- ኣ  — а
- ኤ  — е
- እ  — и (ʔ)
- ኦ  — о